# Isaac Perlmutter
Pour les articles homonymes, voir Perlmutter.
Isaac « Ike » Perlmutter (hébreu : יצחק "אייק" פרלמוטר ; né le 1er décembre 1942) est un homme d'affaires israélo-américain. Il est le directeur général de Marvel Entertainment du 1er janvier 2005,, au 16 novembre 2016 et le président de cette même entreprise du 16 novembre 2016 jusqu'en mars 2023. Il est également le propriétaire de Remington Products et Marvel Toys.

## Biographie
Isaac Perlmutter est né dans une famille juive en Palestine mandataire, aujourd'hui Israël. Il émigre aux États-Unis après avoir servi dans l'armée israélienne pendant la guerre des Six Jours en 1967. En arrivant à New York avec seulement 250 $, il gagne sa vie debout à l'extérieur des cimetières juifs de Brooklyn, tirant parti de ses compétences en hébreu pour gagner des pourboires en dirigeant les services funéraires,.
Plus tard, il vend des jouets et des produits de beauté dans les rues de New York, puis évolue finalement dans la vente de stocks excédentaires et d'articles de fin de série. Bien qu'il n'a jamais fréquenté l'université, il apprend à interpréter un bilan financier et se focalise sur les valeurs négligées dans les entreprises fragiles et en difficulté.

### Vie personnelle
Tôt dans sa carrière, Perlmutter rencontre sa future femme, Laura J. Perlmutter, dans un village de vacances des Catskills et ils se marient vite. Ils partagent leurs vies entre Palm Beach en Floride près de Mar-a-Lago, et New York. Ils n'ont pas d'enfants.
Perlmutter tire une grande fierté de n'avoir donné quasiment aucune interview de toute sa carrière malgré les nombreux procès dans lesquels il a été impliqué. Sa seule interview notable date de mars 2023, pour le Wall Street Journal, alors qu'il venait d'être licencié de Disney. Il existe également très peu de photographies publiques de Perlmutter,,.

## Carrière
Au début des années 2000, alors que Marvel est au bord de la faillite, Perlmutter, alors propriétaire de Toybiz qui produit des jouets adaptés des comics, rachète le studio de comics et participe à la mise en vente des droits d'adaptation des personnages au cinéma, comme les X-Men ou Spider-Man, aidant à redorer l'image de Marvel et lui redonner une santé financière. Il revendra Marvel à Disney en 2009 pour 4 milliards de dollars, grâce au succès des premiers films de l'univers cinématographique Marvel. Il reste membre du conseil de Marvel Entertainment jusqu'en 2015, où un conflit avec Kevin Feige sur les coûts des films (Perlmutter étant connu pour maximiser les profits en rognant sur les dépenses) pousse Bob Iger, président de Disney, à refuser d'accéder à la demande de Perlmutter qui voulait renvoyer Feige. Perlmutter perd ensuite le contrôle de Marvel Television (qui gérait la production de séries télévisées) en 2019 après la fusion avec Marvel Studios (qui gère la production des films). Perlmutter est définitivement écarté de Disney en mars 2023, après avoir échoué à faire intégrer l'activiste Nelson Peltz au conseil décisionnaire de Disney entre août et novembre 2022.